# Duwajr Ba’abda
Duwajr Ba’abda (arab. دوير بعبده) – miejscowość w Syrii, w muhafazie Latakia. W 2004 roku liczyła 2529 mieszkańców.